# Greta Van Fleet
Greta Van Fleet is een Amerikaanse rockband uit Frankenmuth, Michigan, opgericht in 2012. De band bestaat uit zanger Josh Kiszka, gitarist Jake Kiszka, bassist Sam Kiszka en drummer Danny Wagner.

## Geschiedenis
De groep tekende in maart 2017 een contract met Lava Records en een maand later bracht de band zijn debuutstudio-ep Black Smoke Rising uit. Hun eerste single, Highway Tune, kwam vier weken op rij bovenaan de Billboard US Mainstream Rock en Actieve Rock Charts in september 2017. Een tweede ep, From the Fires, die de vier nummers bevatte van Black Smoke Rising en vier nieuwe nummers, werd uitgebracht op 10 november 2017, dit tegelijk met een tweede single, Safari Song. Hun eerste volledige album, Anthem of the Peaceful Army, verscheen op 19 oktober 2018, met vooruitlopend daarop de single When the Curtain Falls, die werd uitgebracht in juli 2018.

## Muziekstijl
Greta Van Fleet speelt rock waarvan vaak een gelijkenis wordt getrokken met Led Zeppelin, mede door de stem en de uithalen van zanger Josh Kiszka. De band geeft zelf ook toe beïnvloed te zijn door Led Zeppelin. Zo heeft gitarist Jake onder meer een jaar lang het gitaarwerk van Zeppelin-gitarist Jimmy Page bestudeerd (evenals dat van andere classic rocksterren).

## Discografie

### Albums
- From the Fires (2017)
- Anthem of the Peaceful Army (2018)
- The Battle at Garden's Gate (2021)
- Starcatcher (2023)

### Ep's en singles
- Black Smoke Rising (2017)
- Always There (2019)
- My Way, Soon (2020)
- Broken Bells (2021)
- Meeting The Master (2023)
- Sacred The Thread (2023)